# Atago (1887)
El Atago (愛宕) fue un cañonero de vapor de casco mixto que prestó servicio en los primeros tiempos de la Armada Imperial Japonesa. Fue el tercer buque de la clase Maya, compuesta por cuatro navíos, y recibió su nombre del monte Atago, en Kioto.

## Hundimiento
Durante la guerra ruso-japonesa de 1904-1905, el Atago fue asignado inicialmente a operaciones en el río Liao junto con el crucero Tsukushi. Más tarde colaboró en el asedio de Port Arthur y a principios de octubre de 1904 capturó un junco chino con suministros militares destinados al puerto. El 6 de noviembre, mientras patrullaba en las afueras de Port Arthur, encalló debido a la niebla en unas rocas al suroeste del puerto, en la posición 38°24′N 120°55′E / 38.400, 120.917, y se hundió. Fue retirado de la lista de la marina el 15 de junio de 1905.